# Sicista concolor
Espèce
Statut de conservation UICN

 LC  : Préoccupation mineure
Sicista concolor est une espèce de petit rongeur de la famille des Dipodidae.

## Description
L'espèce est présente dans le Nord de l'Inde et du Pakistan, ainsi que dans le centre et dans le Sud de la Chine à des altitudes comprises entre 2 140 m et 4 000 m. Ce petit rongeur fréquente les alpages de l'Himalaya, les pentes herbues des forêts tempérées humides et les zones cultivées en terrasses. 
C'est une espèce terrestre, nocturne et fouisseuse, qui se nourrit de baies, de fruits et de graines. Elle construit un nid sphérique en herbe tressée, dissimulé dans les crevasses ou les buissons. On suppose qu'elle ne met bas qu'une seule fois par an, une portée comprenant de trois à six petits.  

## Statut
Considérée comme étant nuisible en Inde, l'espèce n'est pas protégée.